# Râul Creuse
Creuse este un râu în partea centrală a Franței. Izvorăște de la o altitudine de 816 m, din platoul Millevaches, din Masivul Central, în departamentul cu acelasi nume Creuse. Se varsă în Vienne (afluent pe stânga al Loarei), la Bec des Deux Eaux. Traversează departamentele Creuse, Indre, Indre-et-Loire si Vienne.